# Live at the Regal
Live at the Regal es un álbum en vivo, publicado en 1965, del guitarrista de blues estadounidense y cantante B.B. King. Fue grabado el 21 de noviembre de 1964 en el Regal Theatre de Chicago. El álbum 
es ampliamente reconocido como uno de los mejores álbumes de blues jamás grabados y ocupa el lugar 141 de los 500 mejores álbumes de todos los tiempos según la revista Rolling Stone. En 2005, Live at the Regal fue seleccionado para su conservación permanente en el National Recording Registry (Registro Nacional de Grabaciones de la Biblioteca del Congreso en los Estados Unidos).
Algunos músicos, entre ellos Eric Clapton, John Mayer y Mark Knopfler, han reconocido este álbum como una de sus primeras referencias musicales. 
El álbum se incluyó en la lista de 1001 discos que hay que escuchar antes de morir creada por el escritor y editor inglés Robert Dimery.

## Lista de canciones
| N.º | Título                              | Duración |  |
| 1.  | «Every Day I Have the Blues»        | 2:38     |  |
| 2.  | «Sweet Little Angel»                | 4:12     |  |
| 3.  | «It's My Own Fault»                 | 3:29     |  |
| 4.  | «How Blue Can You Get»              | 3:44     |  |
| 5.  | «Please Love Me»                    | 3:01     |  |
| 6.  | «You Upset Me Baby»                 | 2:22     |  |
| 7.  | «Worry, Worry»                      | 6:24     |  |
| 8.  | «Woke Up This Mornin'»              | 1:45     |  |
| 9.  | «You Done Lost Your Good Thing Now» | 4:16     |  |
| 10. | «Help the Poor»                     | 2:58     |  |

## Músicos
- B.B. King – guitarra, voz
- Leo Lauchie – bajo eléctrico
- Duke Jethro – piano
- Sonny Freeman – Batería
- Bobby Forte, Johnny Board – saxo tenor
- E. Rodney Jones, Pervis Spann - presentadores

Técnicos
- Ron Steele, Sr. - Ingeniero de sonido
- Don Bronstein - Diseño de la portada